# Мильет, Льюис Мариа
Льюис Мариа Мильет (кат. Lluís Maria Millet i Millet; 21 июня 1906 — 19 июля 1990) — испанский дирижёр и композитор. Сын Льюиса Мильета-и-Пажеса.
Ученик Висенте Марии де Хиберта.
На протяжении всей жизни был связан с хором «Каталанский Орфей», основанным его отцом: с 1914 года пел в секции мальчиков, после ломки голоса перешёл в секцию баритонов, с 1941 года помощник дирижёра, а в 1945—1977 гг. художественный руководитель и главный дирижёр.
Автор поэмы для хора «Агарь», «Рождественской поэмы» (кат. Poema nadalenc) для солистов, хора и оркестра, другой церковной музыки; сочинял также сарданы, из которых наиболее известна «Апрельская сардана» (кат. La sardana de l’abril). Преподавал сольфеджио, историю музыки, эстетику.
В 1982 г. был награждён каталонским Крестом Святого Георгия.